# BMW X5
BMW X5는 독일의 자동차 회사인 BMW의 준대형 SUV이다.

## 1세대(E53)

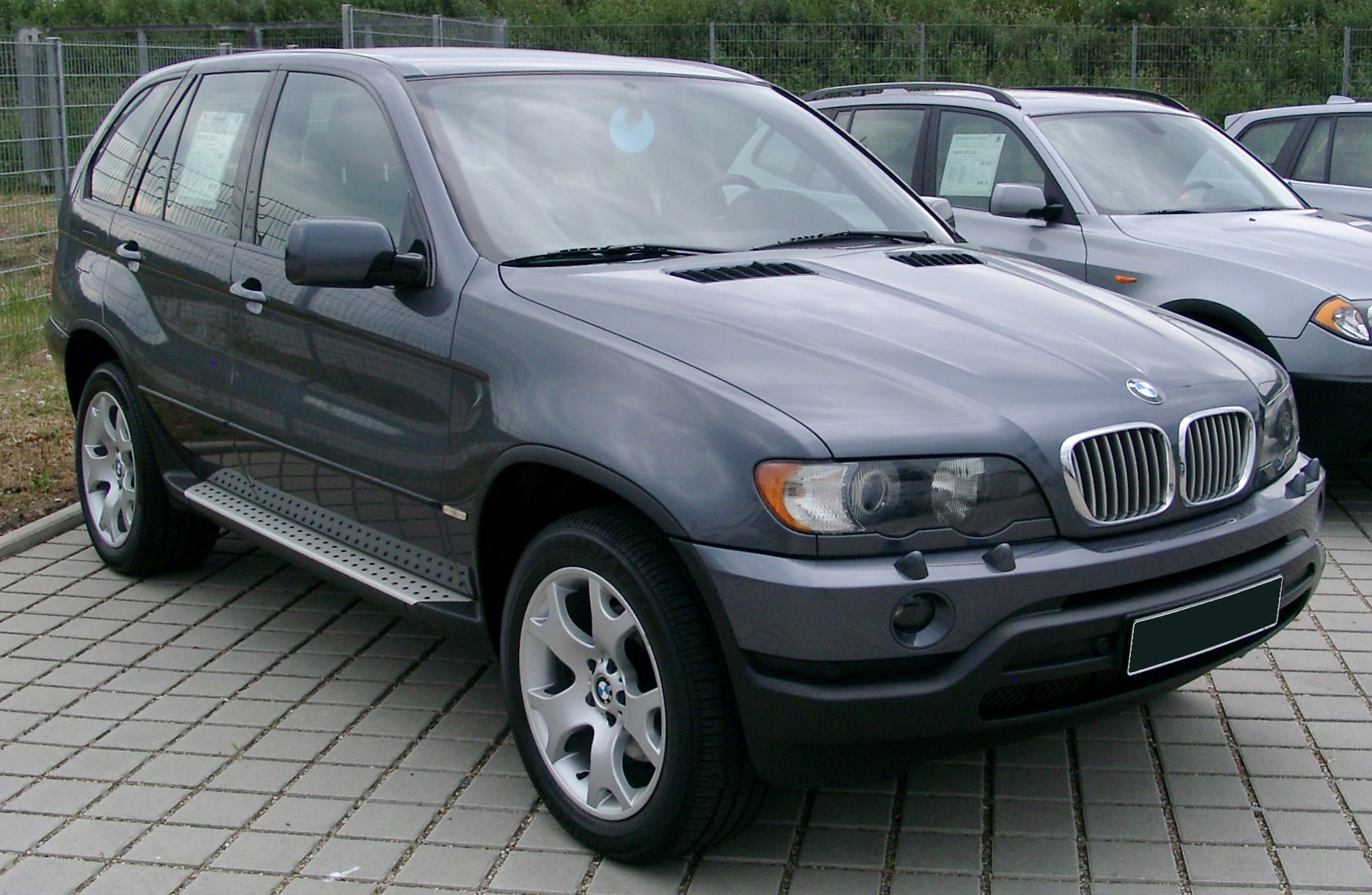
BMW X5(전기형) 정측면

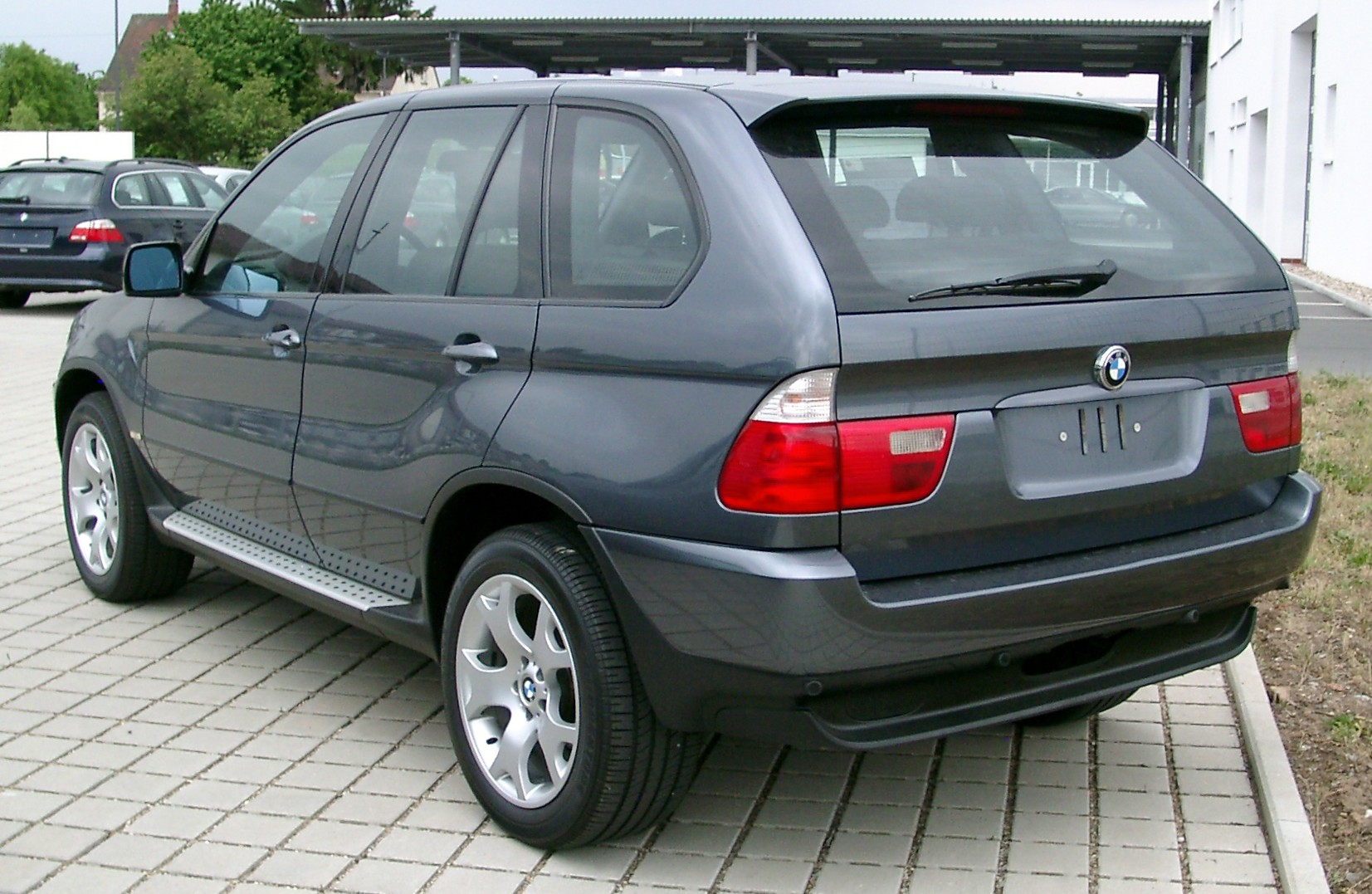
BMW X5(전기형) 후측면

1990년대에 세계적으로 SUV 붐이 일자, BMW는 5 시리즈(E39)의 후륜구동 플랫폼을 기반으로 첫 SUV인 X5를 개발해 1999년에 출시했다. 1세대 X5는 오프로드 엔진 관리 시스템과 같은 첨단 장비와 내비게이션같은 편의 장비가 구축되어 전 세계에서 인기를 끌었다. 이는 당시 판매되고 있던 메르세데스-벤츠 M 클래스(W163)와 대조되는 모습이다. 한때 BMW 산하에 있었던 랜드로버의 차종인 레인지로버의 영향을 받아 아래위로 열리는 클램 쉘 방식의 리어 게이트를 달았다. 2004년에 약간의 페이스리프트를 거쳐 일부 디자인이 바뀌었다.

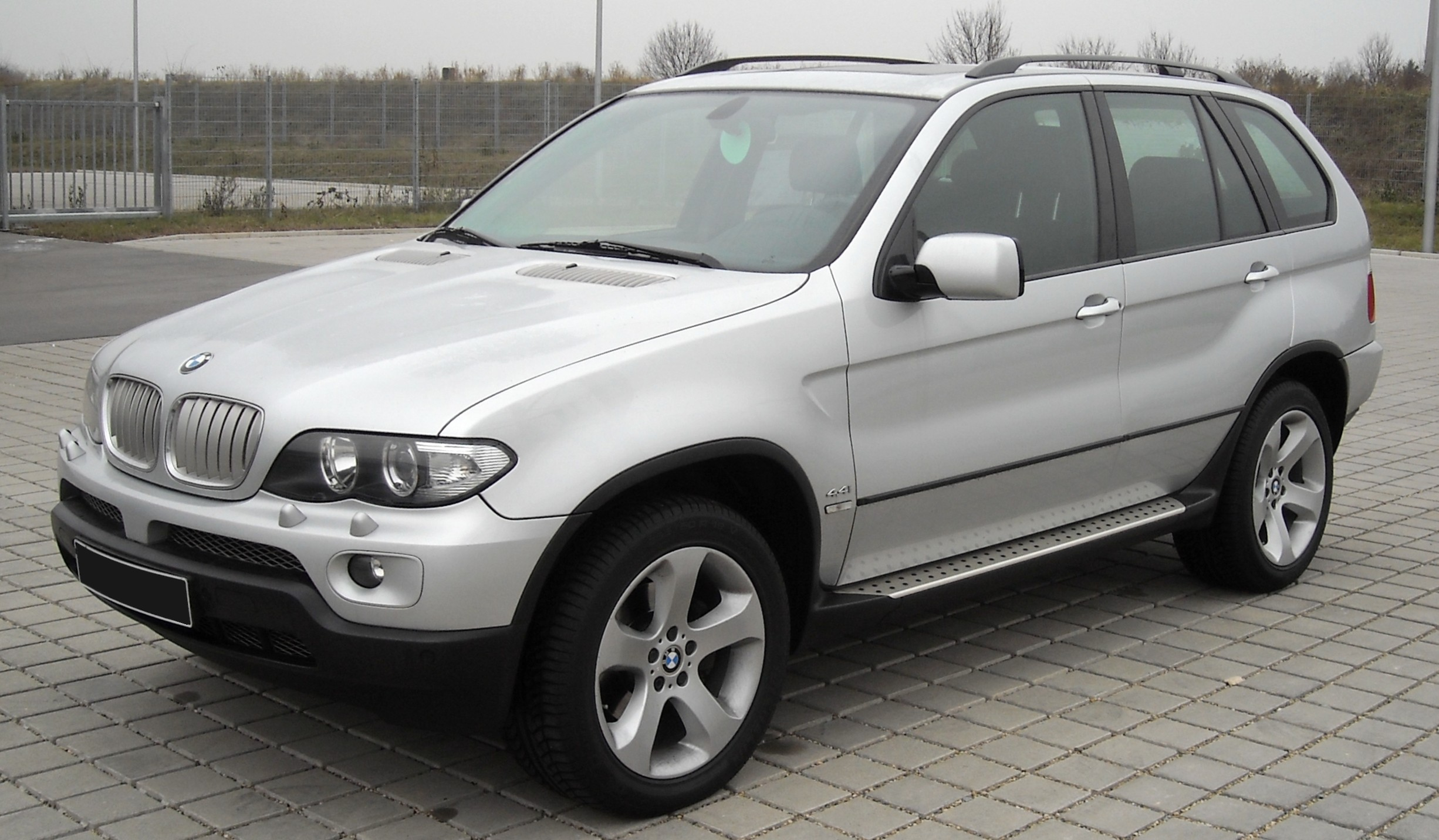
BMW X5(후기형) 정측면
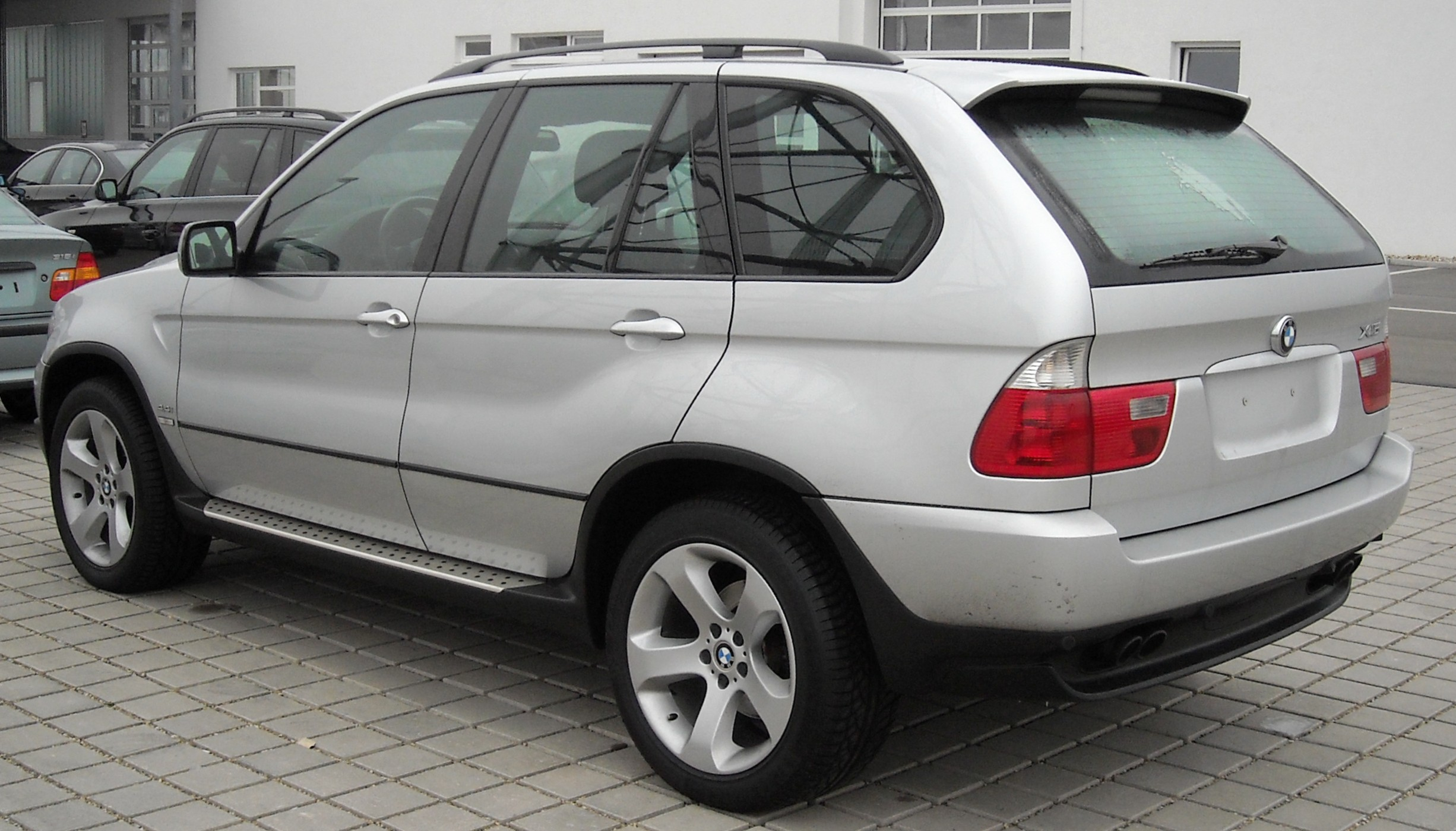
BMW X5(후기형) 후측면

## 2세대(E70)

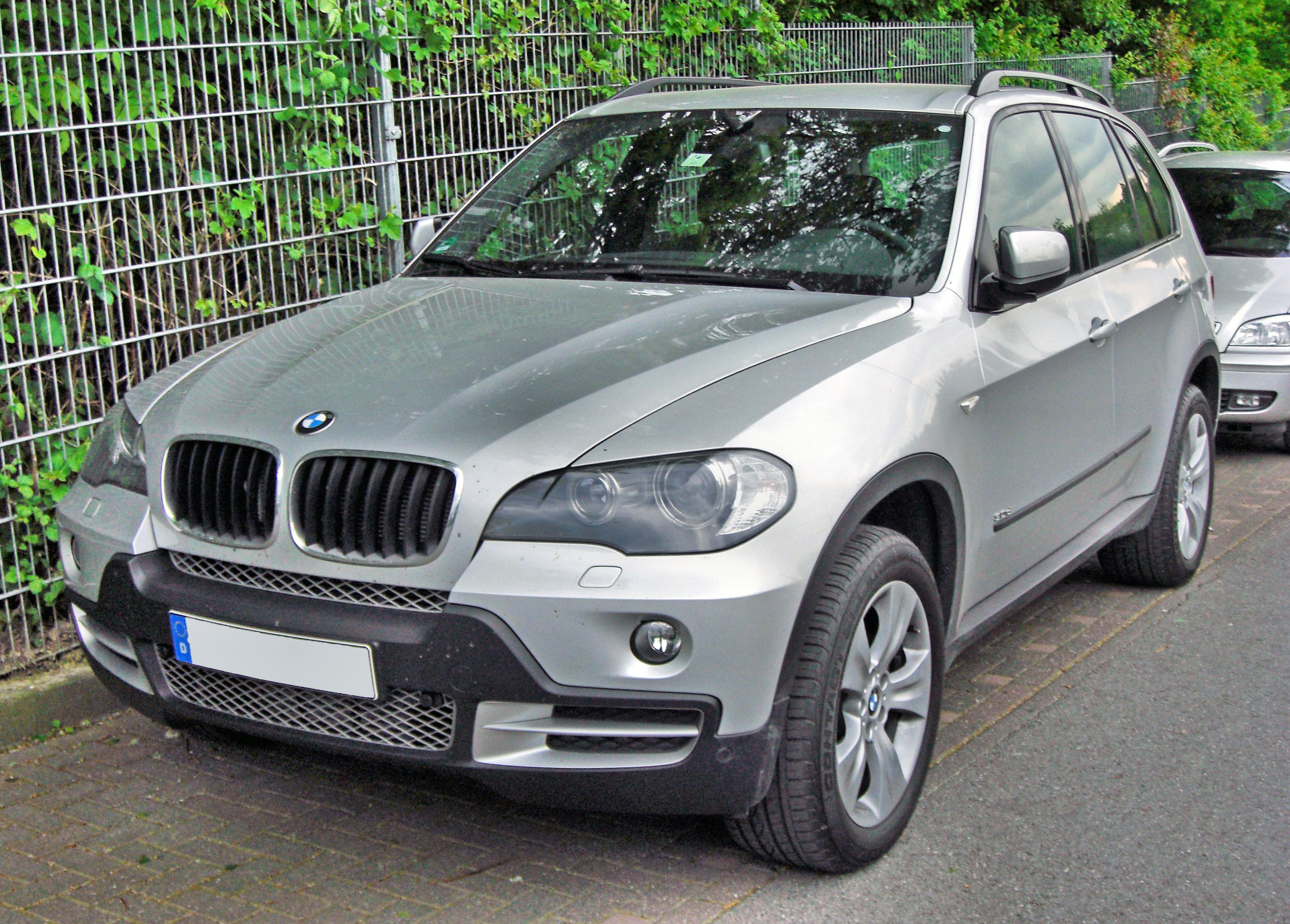
BMW X5(전기형) 정측면

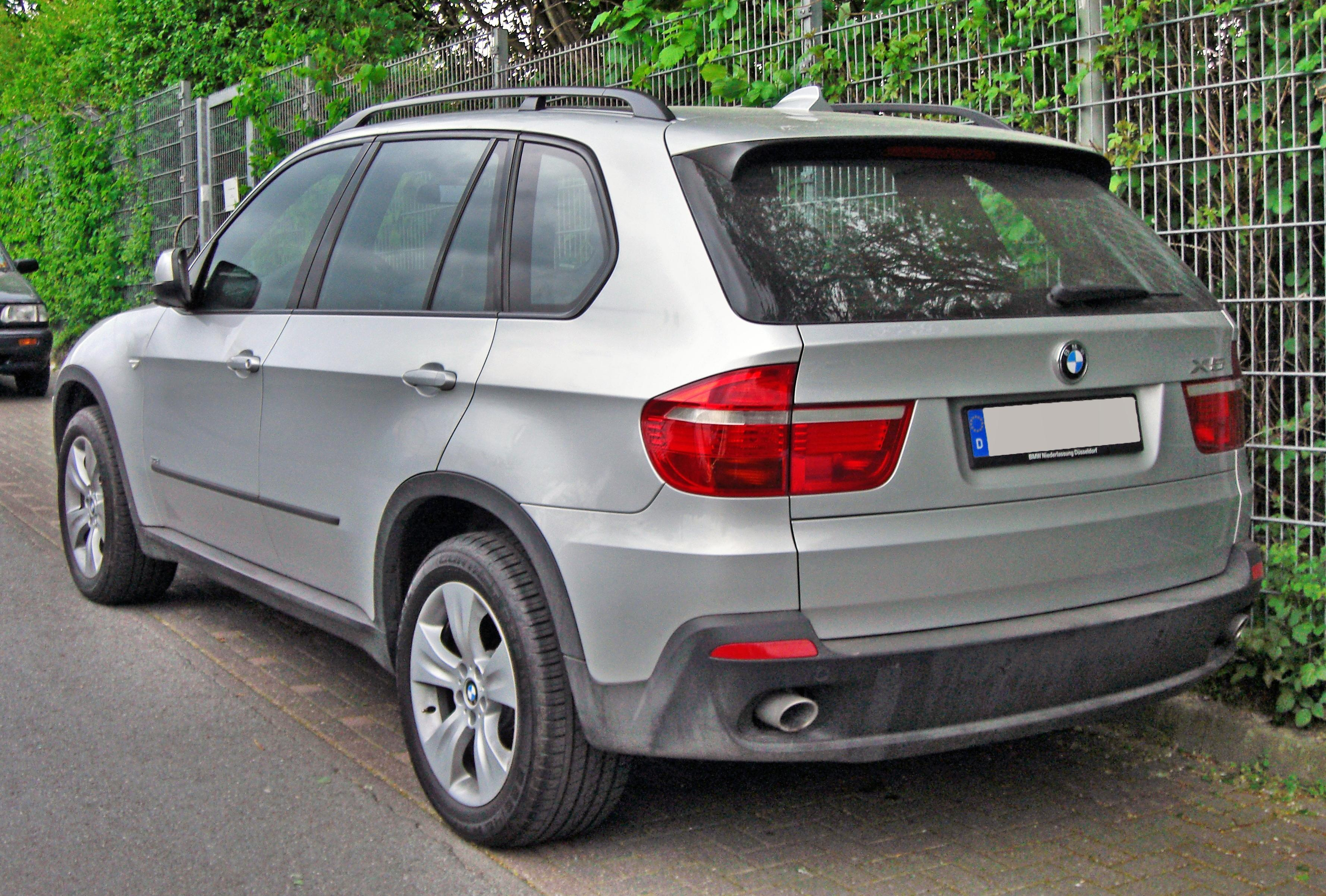
BMW X5(전기형) 후측면

2007년에 출시되어 1세대에 비해 15% 강화된 비틀림 강성으로 인해 더 민첩한 주행 성능을 구현했다. 헤드 업 디스플레이와 런 플랫 타이어, 8가지 바로 가기 버튼이 추가된 i Drive, 한글 K-내비게이션, 후방 카메라 등이 기본 적용되었다. 파생 버전으로 X6가 있다. 2010년에는 8단 자동변속기가 기존의 6단 자동변속기를 대체하고, 페이스 리프트를 거쳤다. 2013년까지 생산되었다.

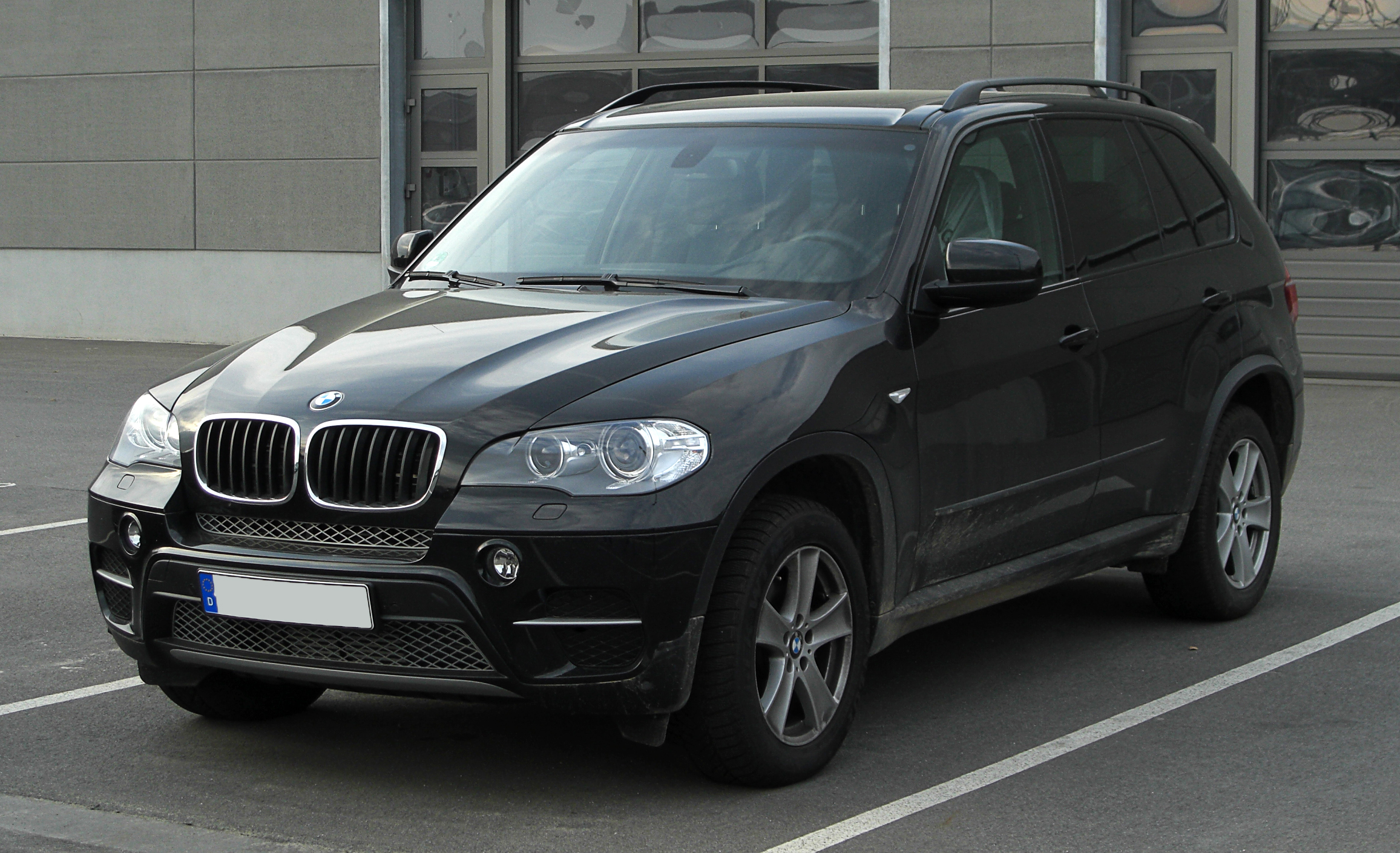
BMW X5(후기형) 정측면
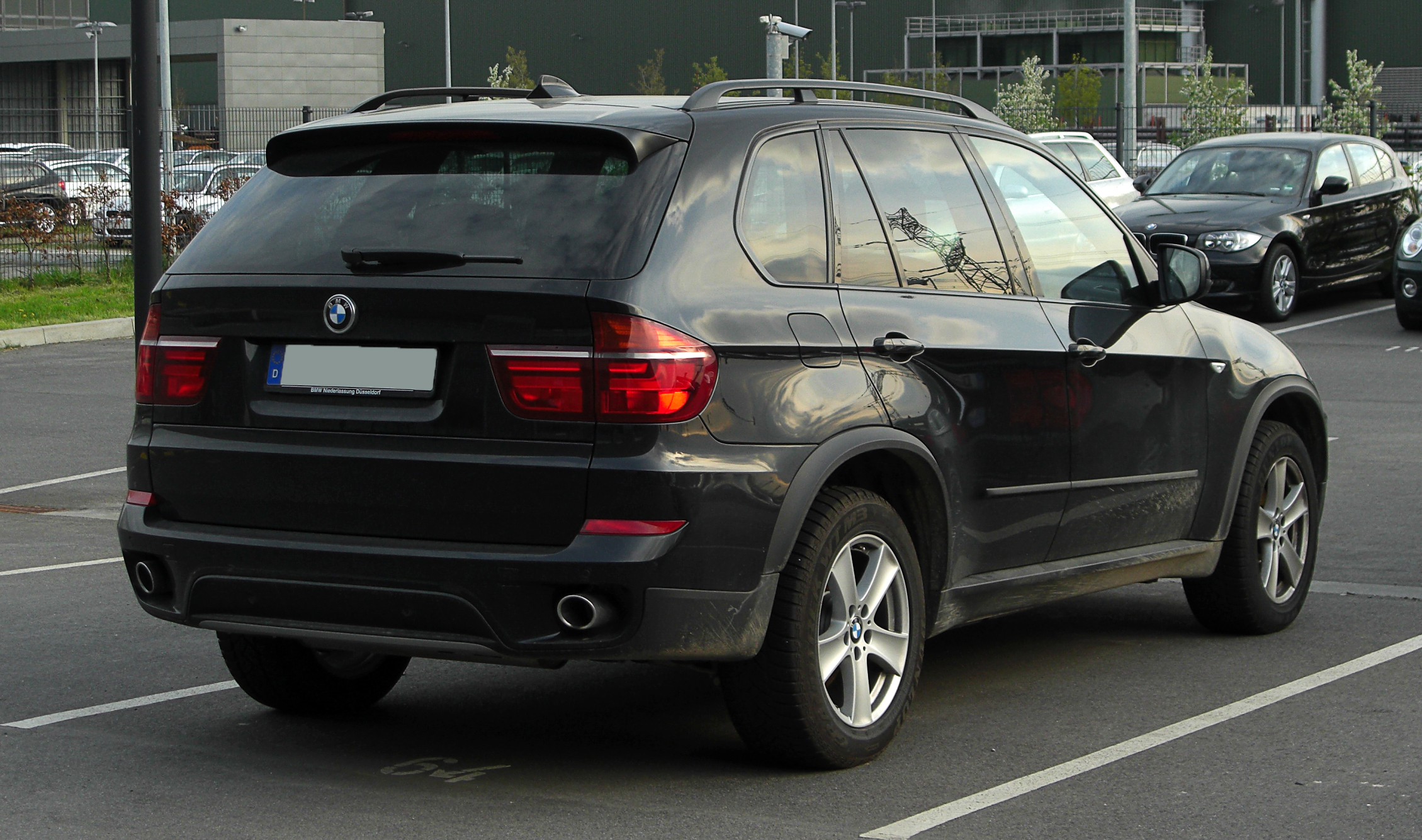
BMW X5(후기형) 후측면

## 3세대(F15)

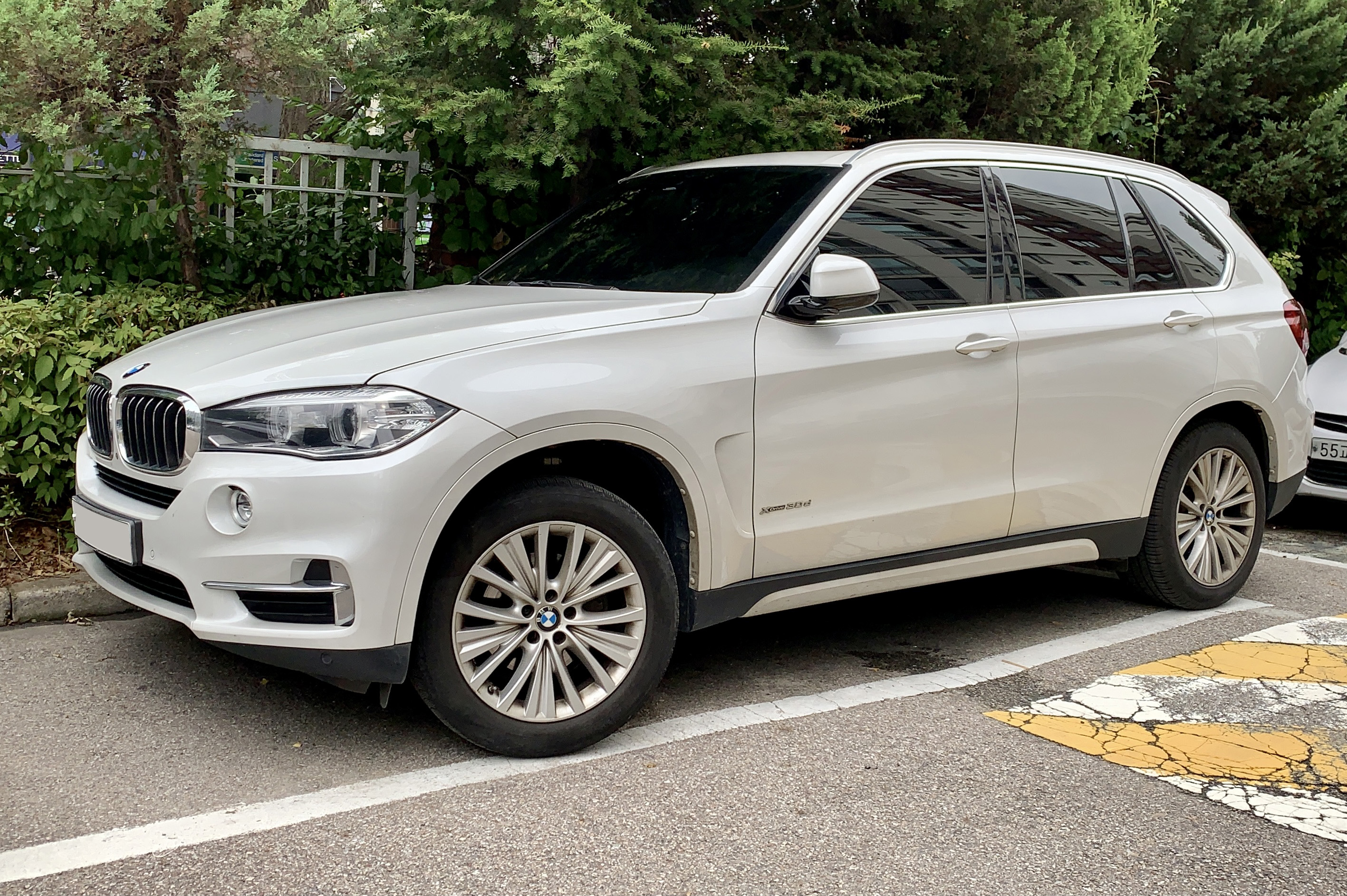
BMW X5 정측면

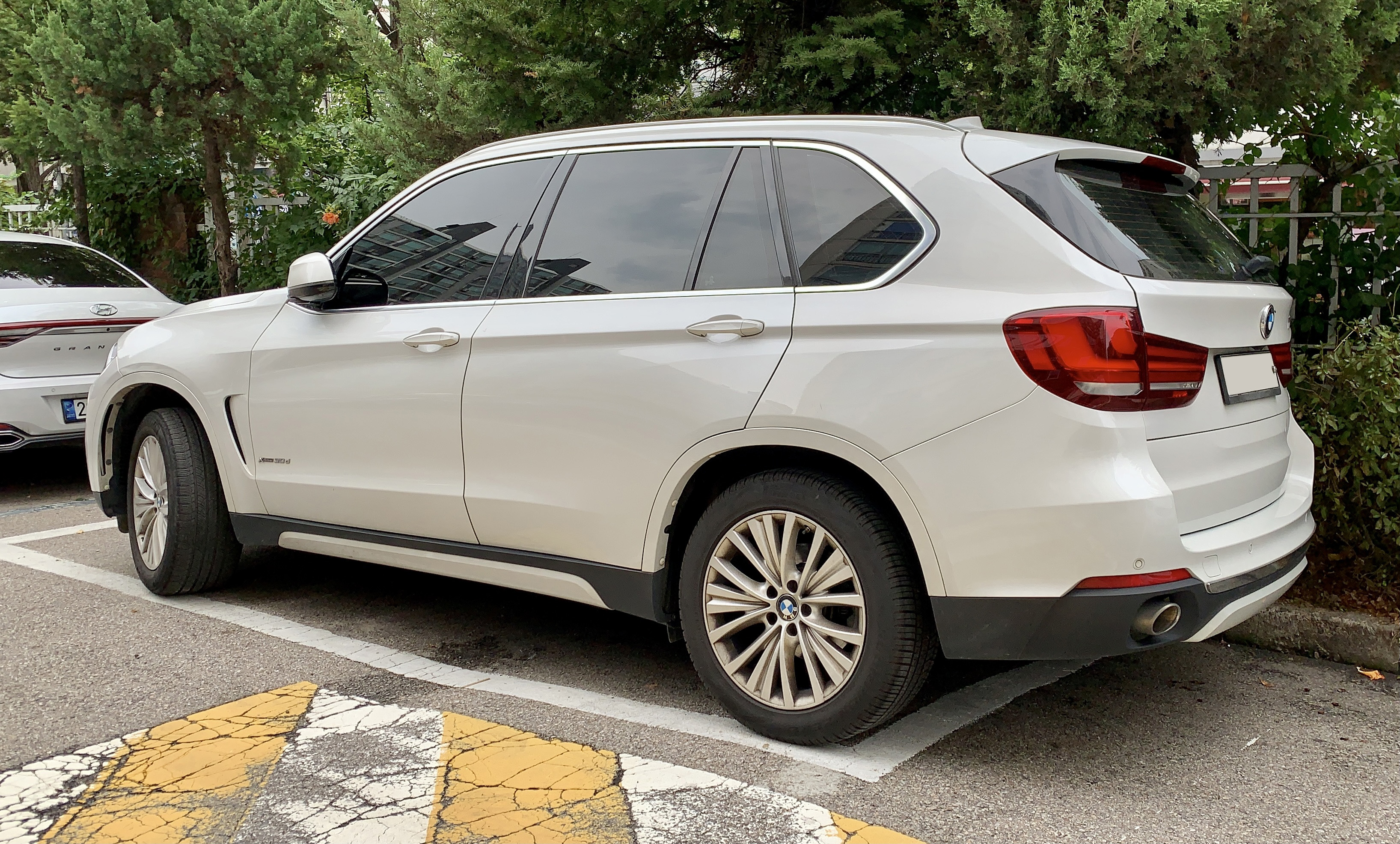
BMW X5 후측면

2013년에 출시되었다. 좌우로 커진 헤드라이트와 키드니 그릴을 적용해 탄탄한 근육질 이미지를 강조했고, 공기 저항 계수(Cd)가 동급 최고 수준인 0.31을 기록했다. X5 xDrive30d 트림에서 고를 수 있는 3열 시트는 BMW 최초로 적용됐으며, 2열 시트의 접이식 등받이는 4:2:4 분할이 가능하다. 전동식 테일 게이트가 기본 적용됐고, X5 M50d 트림에는 키를 소지한 채 도어 그립을 잡으면 도어 락이 해제되고, 범퍼 하단에 발을 가져다 대는 것만으로도 테일 게이트를 개폐할 수 있는 컴포트 액세스 기능이 탑재됐다.(국내차량은 제외) 경량화를 위해 차체에 초고장력 강판, 사이드 패널에 열가소성 플라스틱, 본넷에 알루미늄, 인스트루먼트 패널에 마그네슘을 적용했다. 4륜구동 시스템인 xDrive는 주행 속도, 바퀴 회전 속도, 조향 각도, 가속 페달 위치 등의 정보를 토대로, 운전자의 의도와 실제 차량의 움직임을 모두 정확하게 해석해 최대한 많은 파워를 노면으로 전달하기 위해 전·후륜의 구동력을 0%에서 100%, 100%에서 0%로 조절한다. 나침반, 바디의 롤링과 조향각 등 현재 주행 정보 등을 iDrive 모니터에서 새로운 3D 그래픽을 통해 실시간으로 확인할 수 있다.

## 4세대(G05)

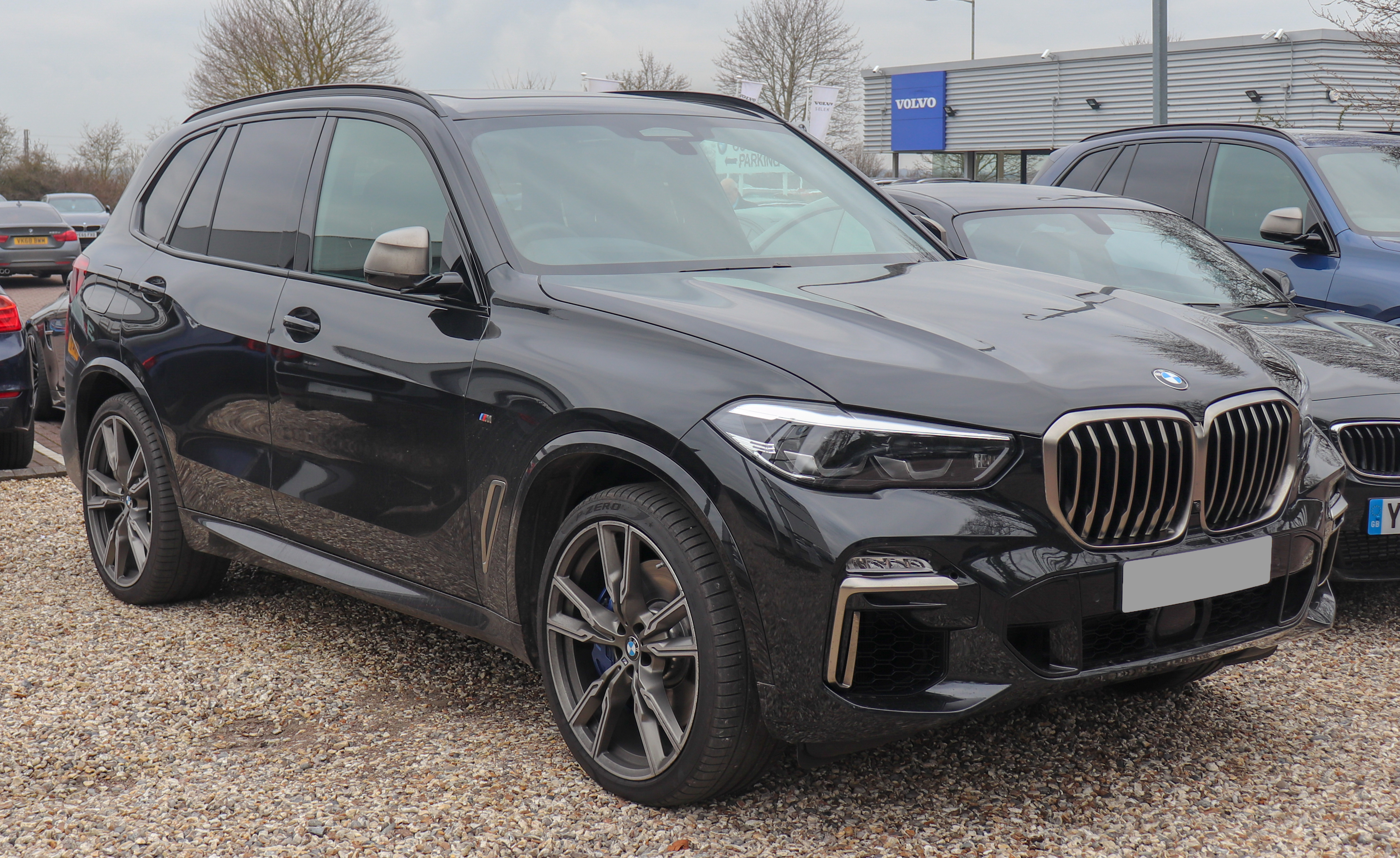

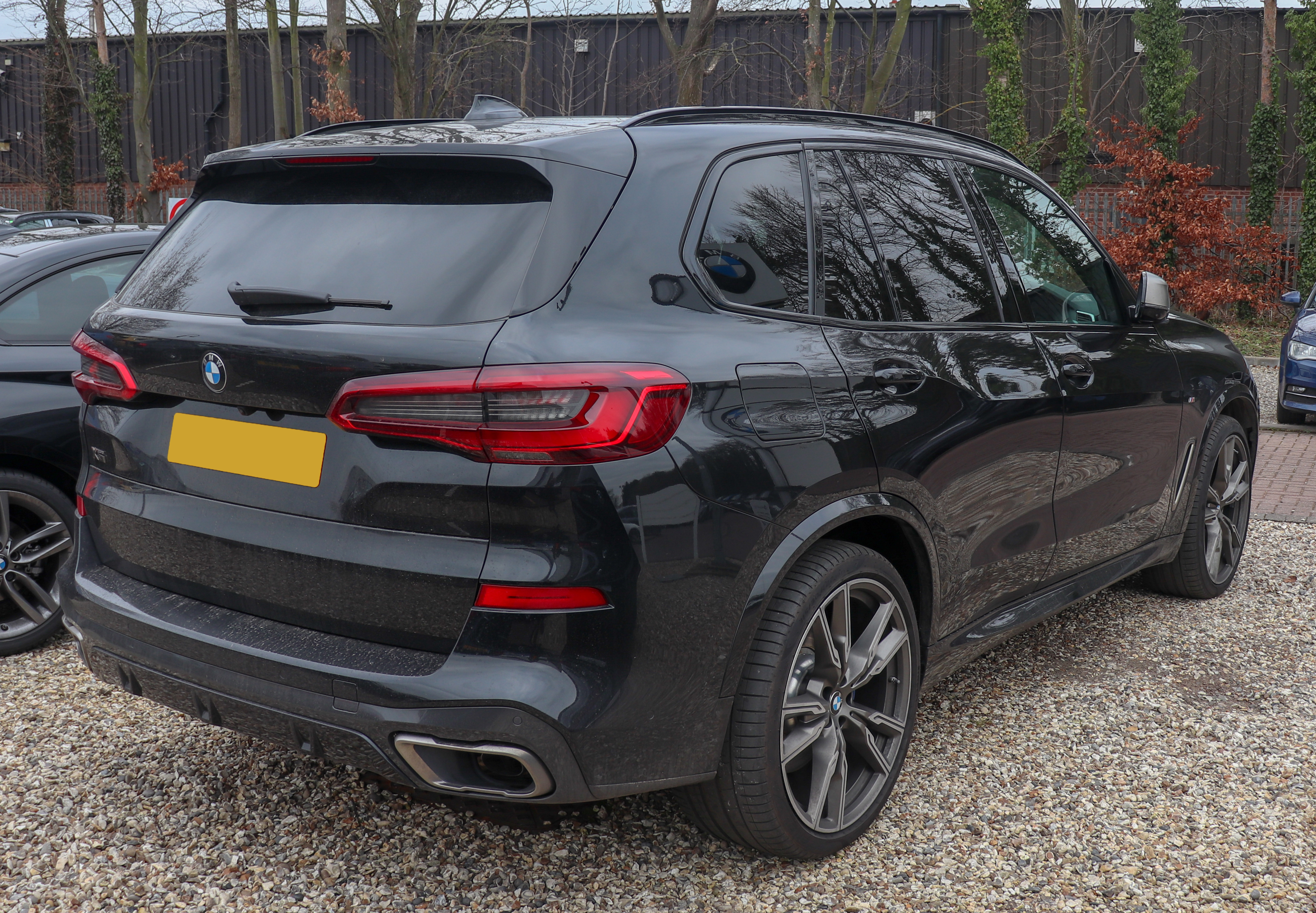

2018년 6월에 공개되었다.